# Mount Sterling (Iowa)
Mount Sterling es una ciudad ubicada en el condado de Van Buren en el estado estadounidense de Iowa. En el Censo de 2010 tenía una población de 36 habitantes y una densidad poblacional de 34,92 personas por km².

## Geografía
Mount Sterling se encuentra ubicada en las coordenadas 40°37′5″N 91°56′12″O / 40.61806, -91.93667. Según la Oficina del Censo de los Estados Unidos, Mount Sterling tiene una superficie total de 1.03 km², de la cual 1.03 km² corresponden a tierra firme y (0%) 0 km² es agua.

## Demografía
Según el censo de 2010,  había 36 personas residiendo en Mount Sterling. La densidad de población era de 34,92 hab./km². De los 36 habitantes, Mount Sterling estaba compuesto por el 100 % blancos, el 0 % eran afroamericanos, el 0 % eran amerindios, el 0 % eran asiáticos, el 0 % eran isleños del Pacífico, el 0 % eran de otras razas y el 0 % pertenecían a dos o más razas. Del total de la población el 0 % eran hispanos o latinos de cualquier raza.